# Breguet 693
O Breguet 690 e suas variantes foram modelos de aviões de ataque ao solo bimotores monoplanos produzidos pela Breguet de 1939 à 1940 e usados durante a Segunda Guerra Mundial até serem retirados em 1942 após a queda da França frente aos alemães.

## História

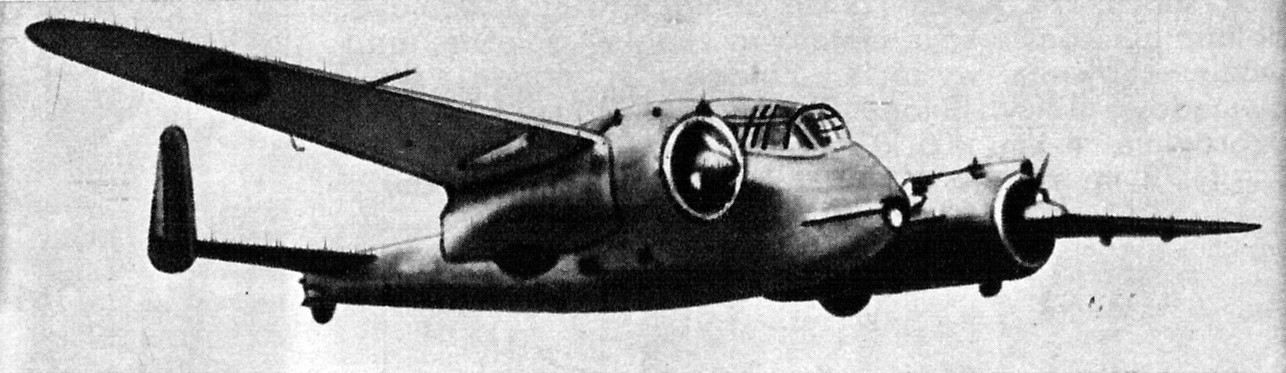
Breguet 690

Em 1934. o Ministério do Ar francês emitiu um pedido para a construção de um caça pesado, bimotor e com configuração para três tripulantes (Chasse 3). Vários fabricantes apresentaram seus projetos, saindo-se vencedor o Potez 630. A “Société Anonyme des Ateliers d'Aviation Louis Breguet”, era uma das concorrentes, e tinha considerado a especificação exigida pelo governo francês muito restrita, optando então por construir um avião que fosse mais pesado e equipado com os motores mais poderosos, acreditando que o mesmo poderia se tornar uma aeronave multiuso.
O projeto do Breguet 690 começou em 1935, com a construção de um protótipo logo mais tarde, mas que mão conseguiu ser concluído antes de 1937. Em 23 de março de 1938 o protótipo 690.01, motorizado por dois Hispano-Suiza 14AB-02/03 taxiou para seu primeiro voo, com absoluto sucesso.
Durante os 12 meses antes do primeiro voo do Bre.690, o Ministério do Ar francês começou a estudar e se interessar no desenvolvimento de um bombardeiro biposto para ataque ao solo. As experimentações adiantadas com o Br.690 vieram diretamente ao encontro destas ideias e assim realizou-se um contrato para fornecimento de 100 aparelhos com tal configuração, contrato este assinado antes mesmo dos testes oficiais do Bre. 690, nascendo então a variante Bre.691.

## Especificações (Bre.693 AB.2)
Dados de: War Planes of the Second World War: Volume 7, Bombers and Reconnaissance Aircraft.
Descrições gerais
- Tripulação: 2
- Comprimento: 9,67 m (32 ft)
- Envergadura: 15,67 m (51 ft)
- Altura: 3,19 m (10 ft)
- Área alar: 29,2 m² (314 ft²)
- Peso vazio: 3 010 kg (6 640 lb)
- Peso de decolagem: 4 900 kg (10 800 lb)

Motorização
- Número de motores: 2x
- Tipo do motor: Motor a pistão radial
- Fabricante/modelo: Gnome-Rhône 14M-6 / Gnome-Rhône 14M-7 de 14 cilindros refrigerados a ar
- Potência por motor: 700 hp (522 kW)
- Descrição do propulsor/hélice: 3 hélices de passo variável

Performance
- Velocidade máxima: 490 km/h (304 mph)
- Velocidade total em Nó: 265 kn (491 km/h)
- Alcance: 1 350 km (839 mi)
- Razão de subida: 9,25 m/s
- Tecto de serviço: 8 500 m (27 900 ft)

Armamentos
- Metralhadoras/canhões: 

  - 1x canhão Hispano-Suiza HS.404 de 20 mm (0,787 in)
  - 2x metralhadoras fixas MAC 1934 de 7,5 mm (0,295 in)
  - 2x metralhadoras flexíveis MAC 1934 de 7,5 mm (0,295 in)
- Bombas: 450 kg (992 lb) de carga de bombas